# Pandur (Panzer)
Der Pandur ist ein in Österreich entwickelter Radpanzer zum Mannschaftstransport.

## Beschreibung

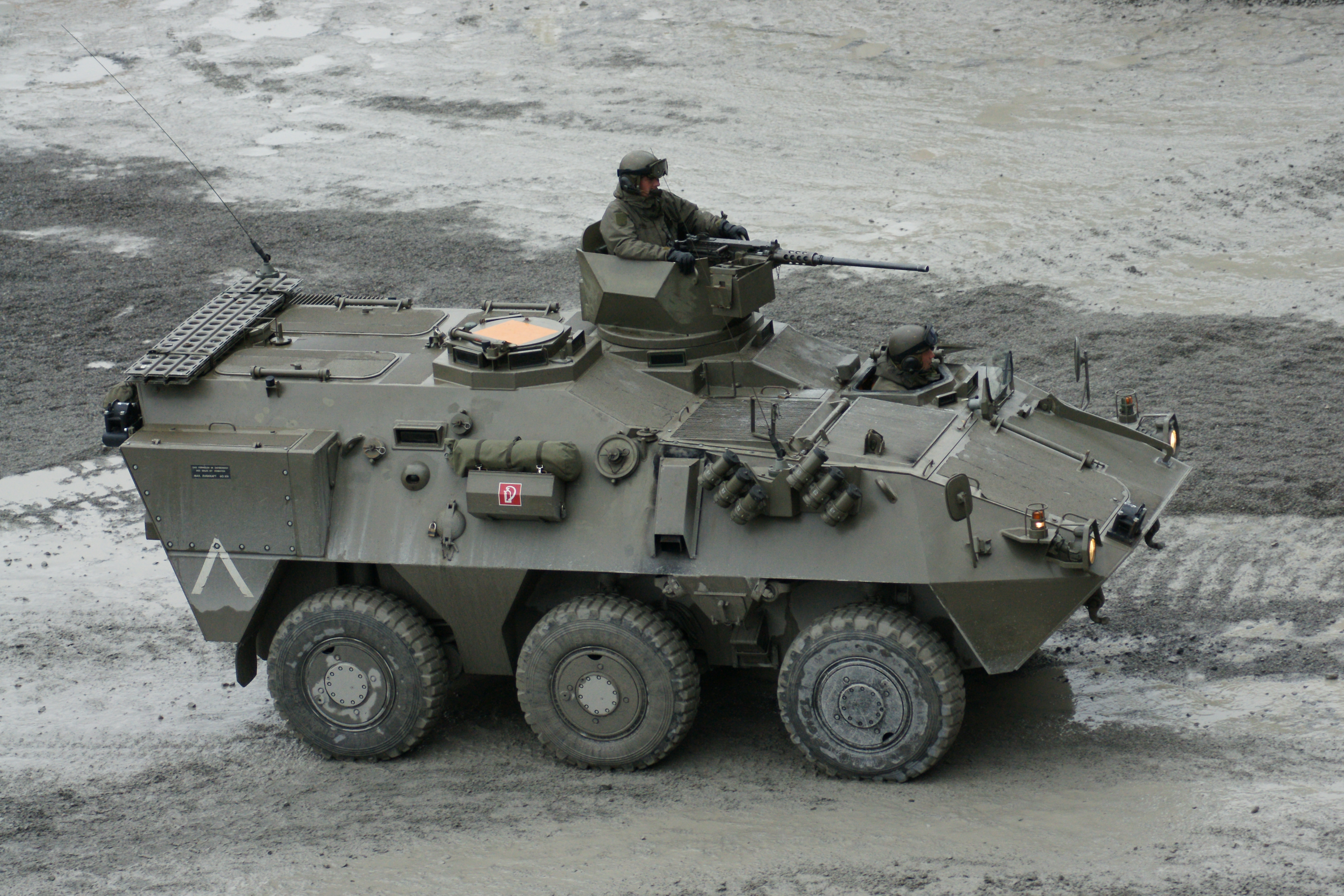
Radpanzer Pandur von der Seite

Der Mannschaftstransportpanzer (MTPz) wurde 1979 in einer Eigeninitiative von Steyr Spezial Fahrzeuge (SSF, siehe Steyr-Daimler-Puch) entwickelt. Eine modifizierte Variante wurde 1996 im österreichischen Bundesheer (ÖBH) eingeführt. Der Name bezieht sich auf die historische Militäreinheit der Panduren.
Das österreichische Bundesheer bestellte 68 Pandur in der Ausführung als Mannschaftstransportpanzer. Diese Fahrzeuge verfügen als Bewaffnung über ein 12,7-mm-Browning-M2-Maschinengewehr.
Mit der Aufstellung der „VOREIN“ (Vor bereitete Ein heiten) im ÖBH wurde 1999 ein großer Teil der 1996 in Dienst gestellten MTPz/UN, verstärkt im Ausland, Kosovo AUTCON/KFOR und AUTCON/ORF, in Afghanistan AUTCON/ISAF, und in Bosnien und Herzegowina bei AUTCON/ALTHEA zur Friedenssicherung eingesetzt; aus Bosnien wurden die Pandur im Jahr 2004 abgezogen. Im Jahre 2003 beschaffte das österreichische Bundesheer drei Sanitätspanzer (SanPzRd).
Zusätzlich wurden sieben gebrauchte Mannschaftstransportpanzer von Belgien angekauft. Diese wurden aus technischen Gründen nie zum Einsatz gebracht und dienten nur als Ersatzteilspender.
Seither wurden die Fahrzeuge des Bundesheeres auf den Stand Pandur A1 gebracht. In diese Modifikationen flossen zahlreiche Erfahrungen aus Auslandseinsätzen ein.
Alle in Österreich stationierten MTPz/UN-A1 befanden sich bis Ende 2018 beim bis dahin einzigen gepanzerten Jägerverband, dem „Jägerbataillon 17“ (Straß) der 3. Jägerbrigade. Mit der Auslieferung von 34 neuen Pandur EVO an das Jägerbataillon 17 werden die vorhandenen 68 Pandur auf die Jägerbataillone 19 (Güssing) und 33 (Zwölfaxing) aufgeteilt.
2011 war das JgB 17 ein Jahr lang mit einer gepanzerten Jägerkompanie Teil der EUBG (EU Battlegroup). Der Prototyp des MTPz/UN von 1979, heute bereits ausgemustert, war bei der österreichischen Bundespolizei, Einsatzabteilung Kranich am Flughafen Wien-Schwechat im Einsatz.
Auf Grund der Flüchtlingskrise in Europa ab 2015 war ein Pandur an den Grenzübergang Spielfeld beordert. Der Radpanzer ist für die Grenzschutzmission zusätzlich mit ausklappbaren Scherengittern ausgestattet und sollte im Ernstfall einer „Drucksituation“ den dortigen Autobahnbereich absichern.

## Weiterentwicklungen

### Pandur II
Seit 2001 befindet sich die weiterentwickelte Version Pandur II in Produktion, die als 6×6- und 8×8-Version angeboten wird. Der Pandur II verfügt über eine modifizierte Wanne und eine verbesserte Antriebsanlage. Der Pandur II ist ein äußerst vielseitiges Fahrzeug und kann unter anderem als Truppentransportpanzer, Radschützenpanzer oder Kommandofahrzeug eingesetzt werden. Trotz des höheren Gewichts ist die Luftverladbarkeit in der C-130 Hercules nach wie vor gegeben. Beide Varianten des Pandur II sind auch in amphibischer Ausführung lieferbar.
Produktionszeit: seit 2001

Stückzahl: 337+

### Pandur Evolution
Der Pandur Evolution ist ein in Österreich entwickelter Radpanzer zum Mannschaftstransport. Er ist eine Weiterentwicklung des Pandur. Bei der Entwicklung wurde auf die Anforderungen des Bundesheeres Rücksicht genommen. Es wurden bisher 100 Fahrzeuge bestellt, davon wurden bis Ende 2023 bereits 64 Stück ausgeliefert. Die Auslieferung der restlichen 36 Stück soll bis Ende 2025 folgen. Im Februar 2024 wurde der Vertrag zur Lieferung weiterer 225 Radpanzer Pandur Evolution im Wert von 1,8 Milliarden Euro unterzeichnet.
Produktionszeit: seit 2019

Stückzahl: 64 produziert (Stand Ende 2023) aus einer Bestellung von 325 (s. o.)

## Technische Daten

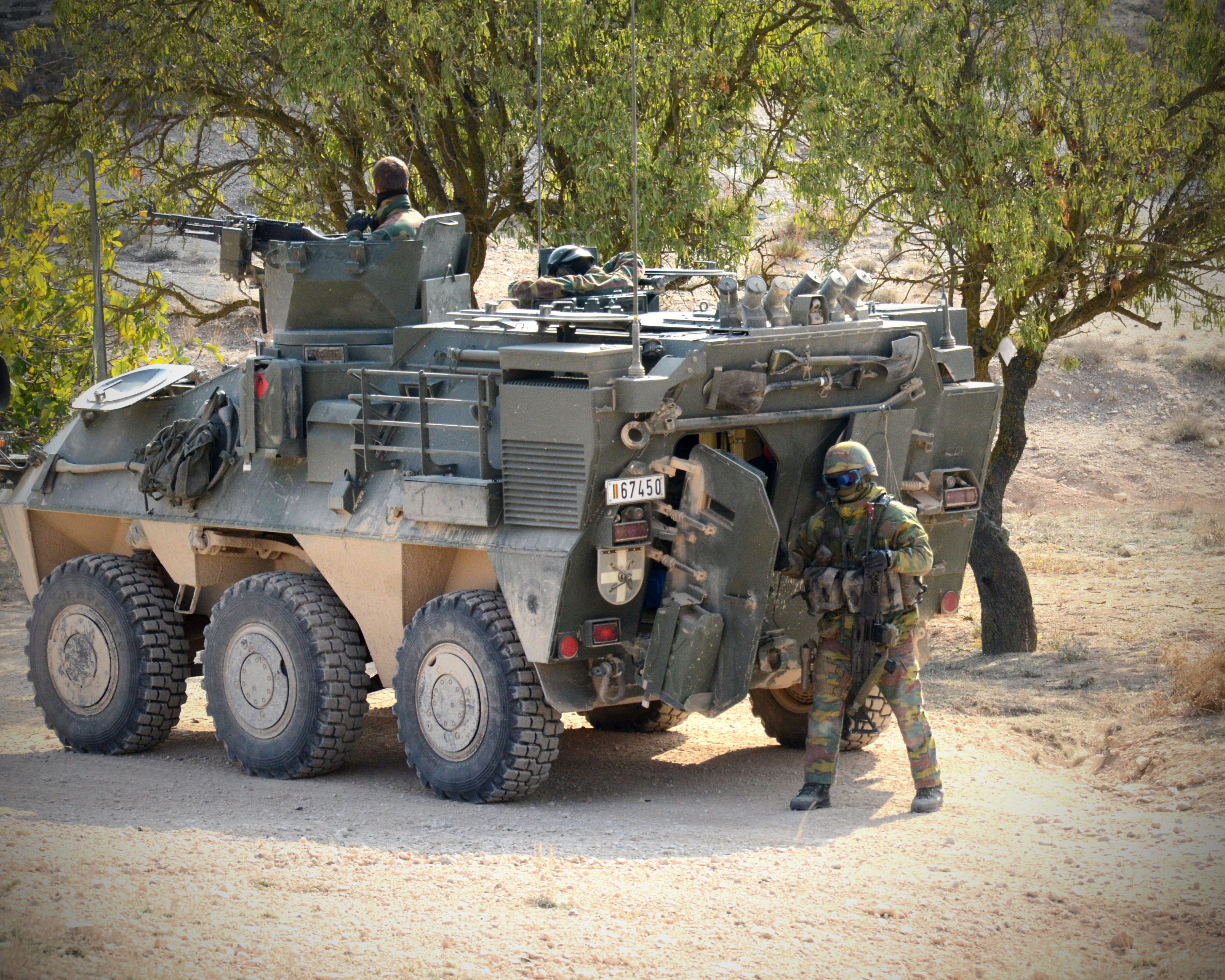
Pandur-Radpanzer des belgischen Heeres von der Rückseite

- Kurzbezeichnung: MTPz/UN-A1 „Pandur“ (gilt nur für Österreich)
- Hersteller: Steyr Spezial Fahrzeuge GmbH (SSF)
- Länge: 5790 mm
- Breite: 2500 mm
- Höhe: 2760 mm (mit Drehringlafette)
- Gewicht: 13,5 t Gefechtsgewicht
- Motor: Steyr 6-Zylinder-4-Takt-Dieselmotor
- Motorleistung: 191 kW (260 PS), 960 Nm Drehmoment
- Geschwindigkeit: 100 km/h (Straße)
- Kletterfähigkeit: 70 % (Stop and Go)
- Besatzung: bis zu 9 Mann
- Bewaffnung: 12,7-mm-üsMGM2 (Browning)
- Zusatzausstattung: Selbstbergewinde (nur jedes 3. Fahrzeug)

## Nutzer

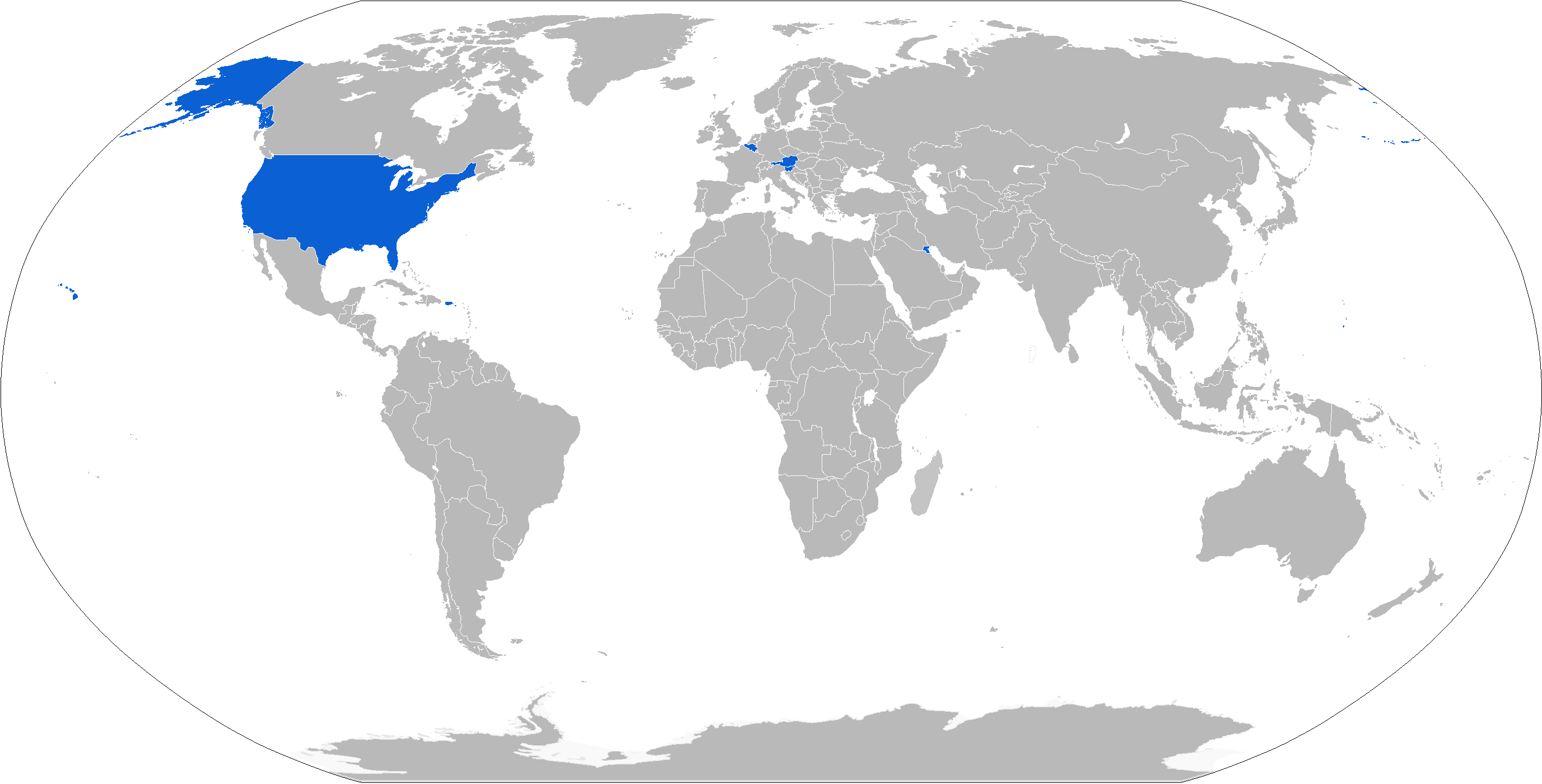
Aktuelle Nutzer des Pandur

Zwischen 1996 und 2004 wurden zunächst von Steyr-Daimler-Puch und (nach der Übernahme) ab 2003 durch General Dynamics European Land Systems folgende Pandur der ersten Generation ausgeliefert:
- Österreich – 68 Eingeführt im Jahr 1996 + 7 von Belgien in 2016 übernommene Fahrzeuge[7]
- Belgien – 60 Fahrzeuge unter Lizenz hergestellt
- Gabun – 1 Fahrzeug
- Kuwait – 70 Fahrzeuge in 6 Versionen (unter Lizenz von AV Technology hergestellt)
- Slowenien – 85 Fahrzeuge unter der Eigenbezeichnung Valuk (unter Lizenz hergestellt)[8]
- Vereinigte Staaten – 50 Fahrzeuge für die United States Army Special Operations Command (unter Lizenz von AV Technology hergestellt)
- Ukraine – im April 2023 wurden 20 Valuk von Slowenien an die Ukraine geliefert[9]